# Malasaña 32
Pour plus de détails, voir Fiche technique et Distribution.
Malasaña 32 est un film d'horreur espagnol réalisé par Albert Pintó, sorti en 2020.

## Synopsis
Madrid, 1976. Accompagnés de leurs trois enfants et d'un grand-père malade, Manolo et Candela s'installent dans le quartier madrilène de  Malasaña, au troisième étage d'un bel immeuble, pour refaire leur vie dans un pays en mutation tout en essayant de trouver la prospérité. Rapidement, la famille se rend compte qu'il est impossible de vivre tranquillement dans cet appartement car des esprits tentent de les chasser de leur résidence. Ce qui semble être un nouveau départ, une opportunité, devient une série de faits effrayants qui montrent qu'ils ne sont pas seuls dans leur nouvelle propriété...

## Fiche technique
- Titre original et français : Malasaña 32
- Réalisation : Albert Pintó
- Scénario : Ramón Campos, Gema R. Neira, Salvador S. Molina et David Orea
- Montage : Andrés Federico González
- Musique : Frank Montasell et Lucas Peire
- Photographie : Daniel Sosa Segura
- Production : Ramón Campos, Mercedes Gamero, Jordi Gasull et Pablo Nogueroles
- Société de production : Bambú Producciones
- Société de distribution : Warner Bros Espagne
- Pays d'origine :  Espagne
- Langue originale : espagnol
- Format : couleur - 2.35:1
- Genre : horreur
- Durée : 90 minutes
- Dates de sortie  :
  -  Espagne : 17 janvier 2020
  -  France : 4 août 2021 (VàD)

## Distribution
- Begoña Vargas (VF : Adeline Chetail) : Amparo Olmedo Jiménez
- Iván Marcos (es) (VF : Sylvain Agaësse) : Manuel « Manolo » Olmedo Fernández
- Bea Segura (VF : Marie Giraudon) : Candela Jiménez
- Sergio Castellanos (es) : José « Pepe » Olmedo Jiménez
- José Luis de Madariaga : Fermín
- Iván Renedo (VF : Cécile Gatto) : Rafael « Rafita » Olmedo Jiménez
- Concha Velasco (VF : Marie-Martine) : Mme Ennora « Maruja » Dávalos
- Javier Botet (VF : Pascal Grull) : la vieille Clara / Esteban Larrañaga, l'administrateur
- María Ballesteros : Lola
- Rosa Álvarez (VF : Sylvie Ferrari) : Susana López García
- Almudena Salort : Clara

Version française dirigée par Charlotte Correa au studio Titra Film, d'après une adaptation des dialogues de Céline Rimbaut.
 Source et légende : version française (VF) sur RS Doublage et carton du doublage français.